# Вассос, Тимолеон

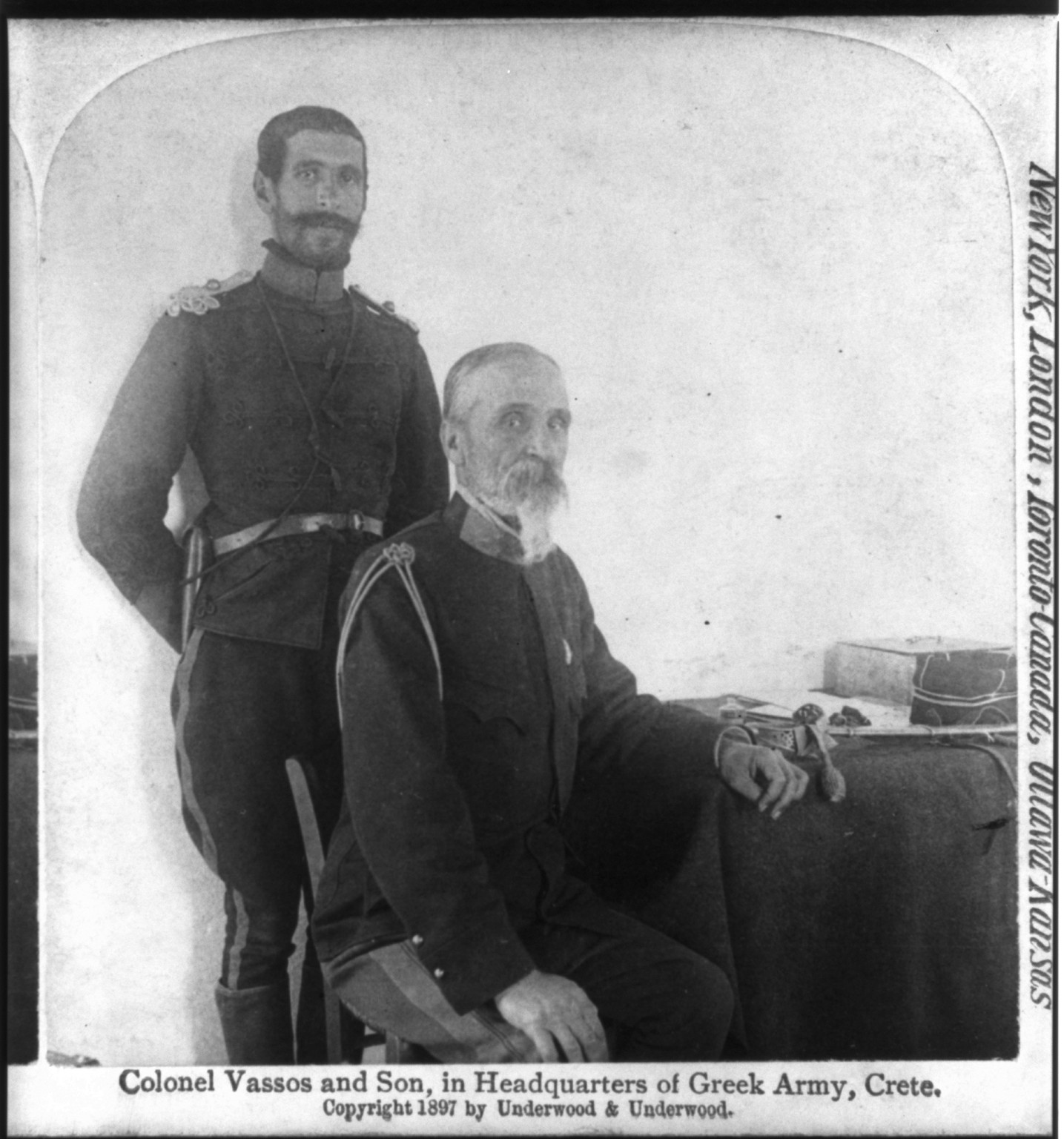
Тимолеон Вассос с сыном в греческом штабе на Крите в 1897 году

Тимолеон Вассос (греч. Τιμολέων Βάσσος; 1836, Афины — 1929, Афины) — генерал-лейтенант греческой армии, получивший известность и оставивший своё имя в истории после военных и дипломатических событий на острове Крит в 1897 году. Сын героя Греческой революции и впоследствии генерала греческой армии, натурализовавшегося в Греции черногорца Вассоса Мавровуниотиса.

## Биография
Тимолеон Вассос родился в Афинах 1836 году. Продолжая семейную традицию поступил в Афинское офицерское училище (греч. Σχολή Ευελπίδων).
В армии с 1855 года. Звание лейтенанта получил в 1860 году. В мае 1861 года Вассос вместе с полковником Коронеосом и ещё 9 офицерами был обвинён в «отсутствии уважения к лицу короля» Оттона и был заключён в тюрьму.
После низложения баварца Оттона, Вассос принял участие в работе Национального собрания 1862 года.
В дальнейшем был отправлен во Францию для продолжения военной учёбы. По возвращении в Грецию и с отличным знанием французского и английского языков был назначен адъютантом нового греческого короля Георга I.
В 1890 году получил звание полковника.
Накануне греко-турецкой войны 1897 года полковник Вассос возглавил наскоро сколоченный экспедиционный корпус, посланный 29 января (10 февраля) 1897 года на находившийся под османским контролем остров Крит, с целью оказания помощи и защиты православному греческому населению, подвергавшемуся турецким гонениям, резне и разрушениям (см. Критское восстание 1897-1898 годов). Корпус насчитывал 1500 бойцов и 1 единственную артиллерийскую батарею.
По прибытии Вассоса и его корпуса на Крит (1 (13) февраля) остров был уже под покровительством «Великих держав», которые высадили здесь свои войска. Корпус Вассоса высадился 24 км западнее города Ханья, в заливе Колимбари, где его с радостными криками встречали около 5 тысяч критян. На следующий же день Вассос предпринял наступательные действия, заняв монастырь Гониес севернее залива. Из монастыря Вассос обнародовал свою прокламацию «от имени Короля эллинов» к критянам, провозглашая, что Крит освобождён греческой армией.
При продвижении Вассоса к Ханье перед ним предстал итальянский офицер, как представитель 5 европейских адмиралов, и объявил ему, что город находится под защитой «Великих держав». Вассосу было запрещено наступление на Ханью. Международная оккупация города практически прерывала вмешательство Греции на Крите, и «Критский вопрос был отброшен этой акцией в тупиковый лабиринт дипломатии». Вассосу было запрещено вести военные действия в радиусе 6 км вокруг города, а греческим кораблям было запрещено препятствовать высадке турецких войск.
У Вассоса были «связаны руки», но он не оставался в бездействии. 6 февраля его корпус, при поддержке 8 тысяч критских повстанцев, взял крепость Вуколиа на дороге к Ханье. На следующий день, 7 февраля, корпус Вассоса сразился с 4 тысячами турок при Ливадиа и одержал «славную победу». Турки потеряли 500 человек убитыми и 107 пленными. Остальные разбежались, преследуемые до стен Ханьи, где и нашли защиту у европейских войск. При этом греческие историки характеризуют победу «Пирровой», но не по причине греческих потерь. Победа Вассоса и лёгкость, с которой она была одержана, оказала поддержку в самой Греции политическому крылу, требующему объявления войны Османской империи. «Если один-единственный корпус одерживает столь лёгкие победы, то что произойдёт, когда в бой вступит вся армия?».
Греция шла к «странной войне, которая являлась игрой королевского двора с западноевропейскими финансовыми кругами и стала национальной изменой». Perris Land в своей работе «Восточный кризис в 1897 году» писал: «…война 1897 года была лже-войной, виртуальной дипломатической войной, в основном для установления международного экономического контроля над Грецией… То, что эта лже-война была спланирована заранее, очевидно из того факта, что военные приготовления Турции начались задолго до отправки Вассоса на Крит». Вмешательство европейских держав на Крите не ограничилось демаршами Вассосу. Европейские корабли, включая российские, обстреляли критских повстанцев на полуострове Акротири недалеко от Ханьи.
В течение своего пребывания на Крите Вассос отличился и на дипломатическом поприще, принимая участие в тайных переговорах. Позиция европейских монархий была выражена в частности послом Российской империи в Париже: «Крит ни в коем случае не может соединиться с Грецией в сегодняшних обстоятельствах» и была повторена слово в слово в ультиматуме европейских держав греческому правительству 2 марта 1897 года: «Крит ни в коем случае не может соединиться с Грецией в сегодняшних обстоятельствах». 9 мая символические маленькие соединения европейских держав заняли основные города Крита. Это вызвало возмущение критян, и только присутствие корпуса Вассоса способствовало успокоению греческого населения.
Под дипломатическим давлением и после начала войны 1897 года греческие корабли были отозваны. Корпус Вассоса оставался в бездействии. Ещё одно восстание критян заканчивалось без результата. Французский писатель Анри Тюро, повстречавший Вассоса на острове, характеризует его поведение по отношению к пленным и мусульманскому населению как «гуманное».
После прекращения военных действий в Фессалии новое греческое правительство в апреле 1897 года отозвало корпус с острова.
Позже Вассос, получив звание генерал-лейтенанта, стал командиром Афинской дивизии.
Генерал-лейтенант Вассос умер в Афинах в октябре 1929 года в глубокой старости.